# Taxidermie

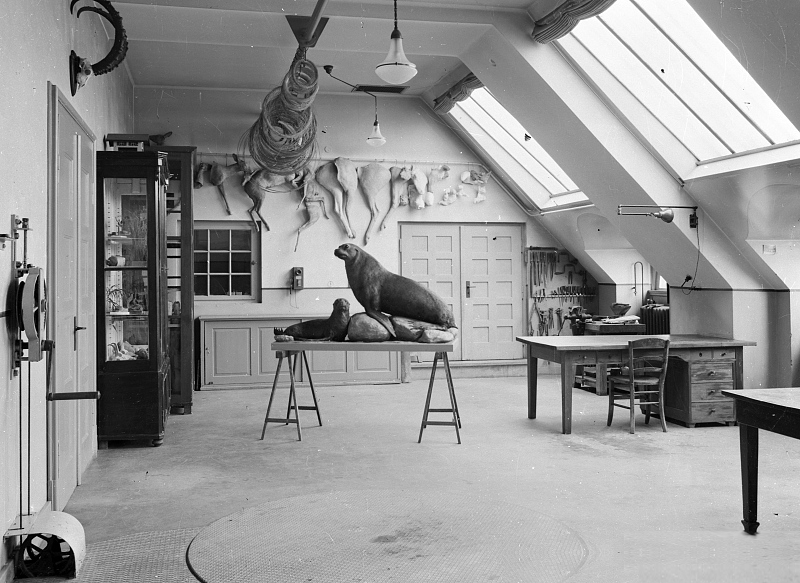
Atelierul de taxidermie al muzeului științe naturale din Wiesbaden, Germania, 1923.

Taxidermia (din greacă pentru "aranjament al pielii"), cunoscută în română sub termenul de împăiere, este meșteșugul și arta prelucrării, respectiv a re-producerii animalelor în scopul prezentării publice sau particulare, așa cum ar fi în muzeele de științe naturale sau sub forma de trofee de vânătoare. Taxidermia poate fi aplicată la toate speciile de animale, inclusiv la oameni.
Metodele aplicate de taxidermiști au fost considerabil îmbunătățite în secolul trecut amplificând calitatea produselor finale. După curățarea tuturor organelor interne și a fluidelor corpului, dintre care sângele este esențial, respectiv îndepărtarea ochilor, conservarea restului corpului animal se face cu substanțe și tehnici corespunzătoare.
Taxidermiștii pot practica profesional, pentru muzee sau scopuri științifice, sau pentru vânători și pescari, ori în calitate de amatori, ca hobby. Pentru practicarea taxidermiei o persoană trebuie să fie extrem de familiară cu anatomia, disecția, sculptura, pictura și prelucrarea pieilor.

## Varietăți neștiințifice ale taxidermiei

### Rogue taxidermy

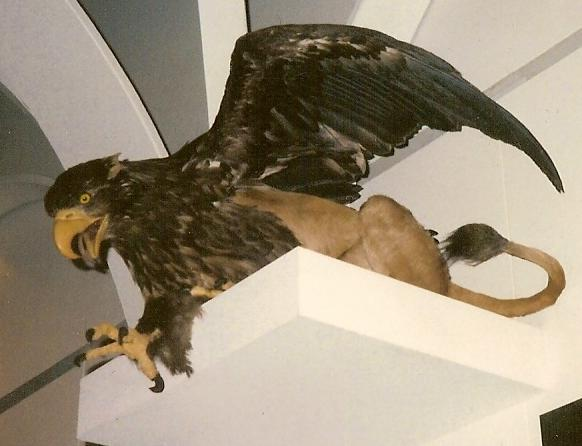
Grifon "împăiat" aflat la Muzeul zoologic din Copenhaga, Danemarca.

Rogue taxidermy, într-o traducere aproximativă în spiritul limbii române, taxidermie poznașă, este o varietate neștiințifică a taxidermiei care se ocupă cu crearea unor animale împăiate care nu există în realitate, așa cum ar fi "realizarea" unor animale imaginare sau prezente în bestiare din diferite timpuri și epoci.

### Taxidermie antropomorfică
Taxidermia antropomorfică este o varietate ne-științifică a taxidermiei în care animale împăiate sunt îmbrăcate în haine umane și / sau sunt prezentate ca și când ar fi angajate în activități specifice oamenilor. Acest "stil taxidermic" a fost foarte adesea folosit în Anglia și alte părții ale vestului european în perioadele victoriene și eduardiene, dar se pot întâlni până astăzi. Varietatea taxidermiei antropomorfice a fost popularizată de Herman Ploucquet, taxidermist din Stuttgart, Germania, când acesta a expus public la Marea Expoziţie din 1851, ținută la Londra, cunoscută și sub numele de Crystal Palace. 

## Galerie de imagini

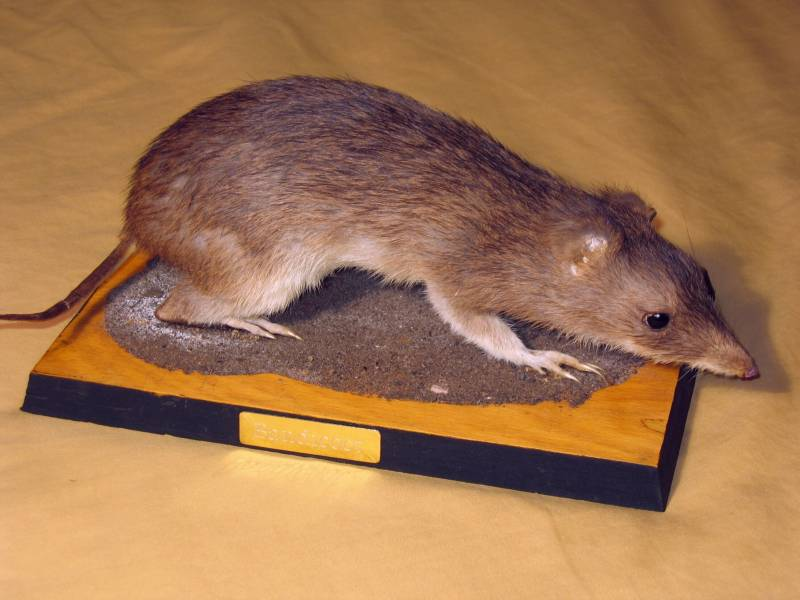
Un bandicoot, marsupial din familia Peramelidae
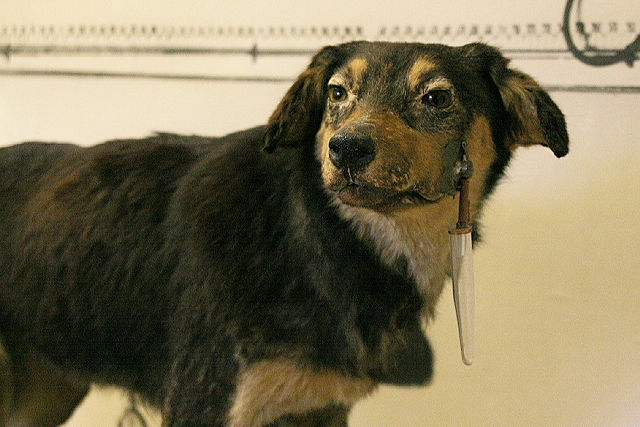
Unul din câinii lui Ivan Pavlov, Muzeul Pavlov, 2005
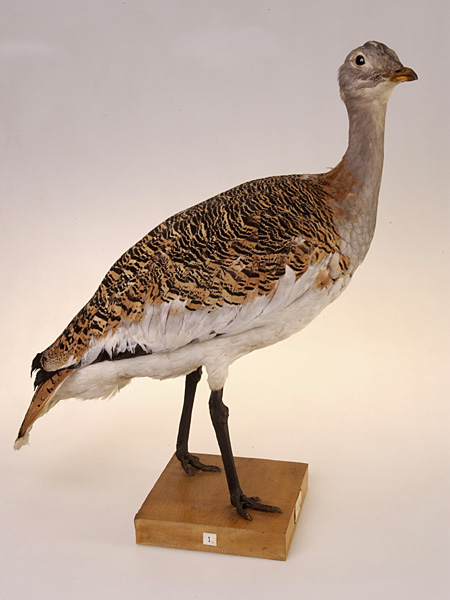
Dropie din colecţia Joseph Whitaker
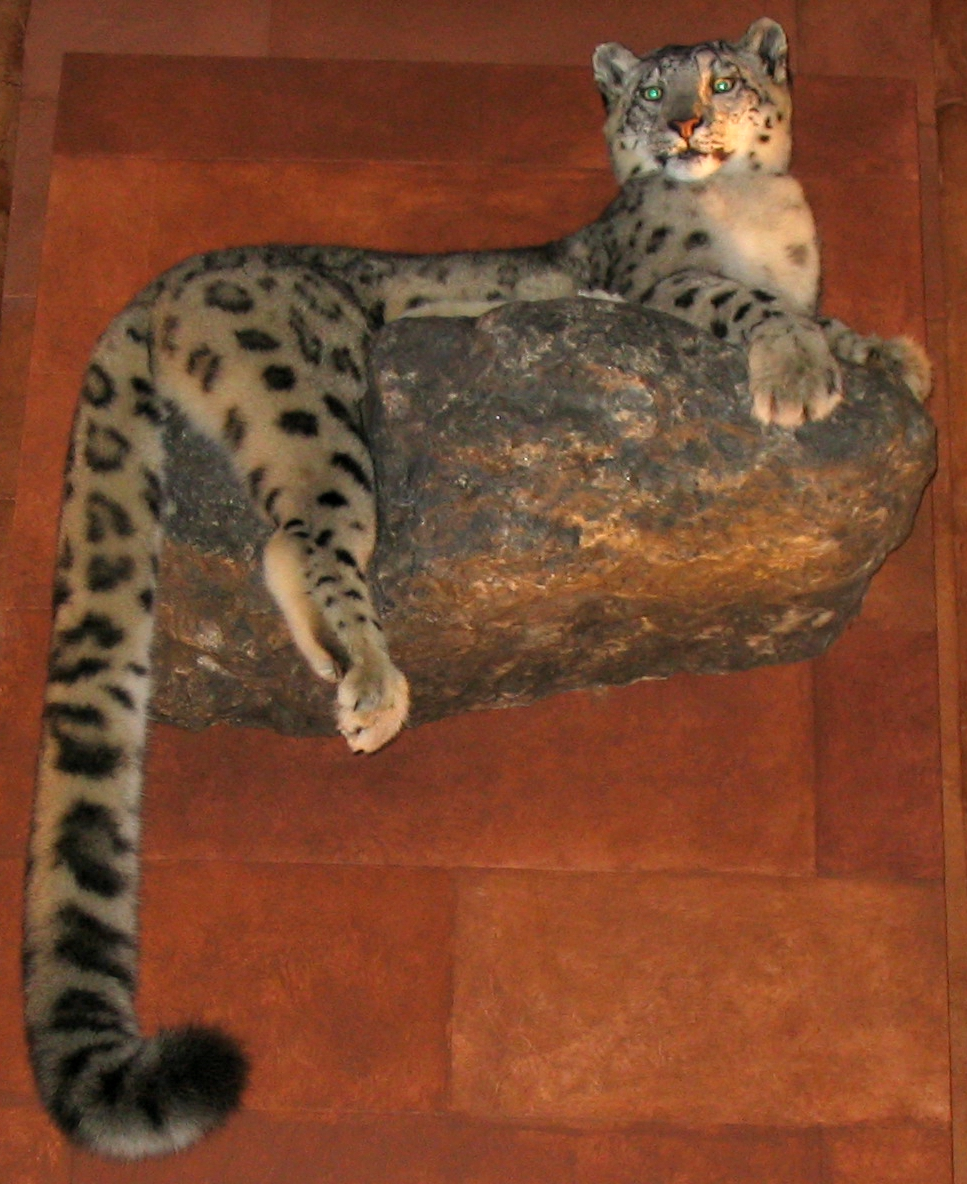
Leopard de zăpadă
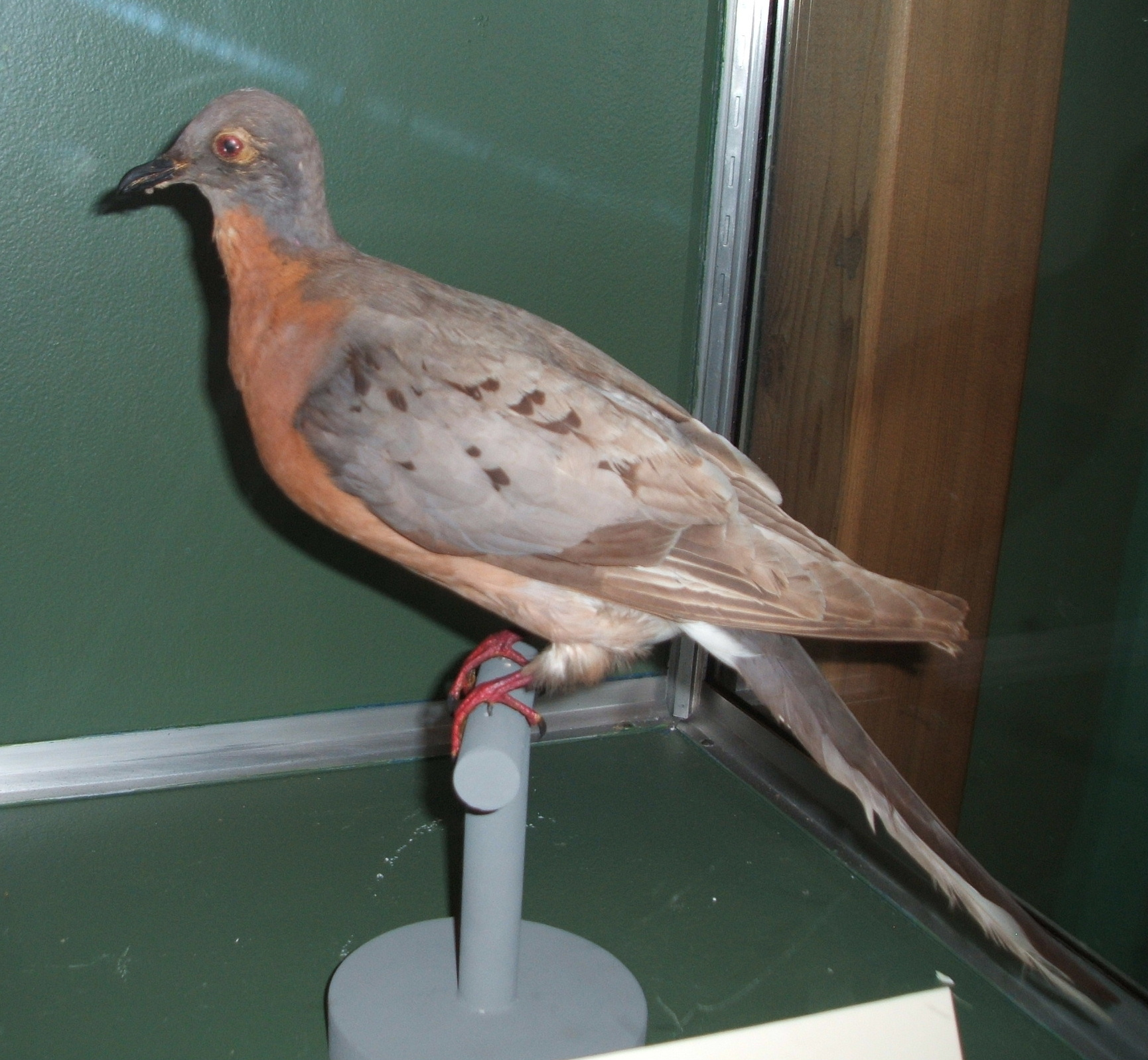
Porumbel călător, specie extinctă, la Boston Museum of Science.
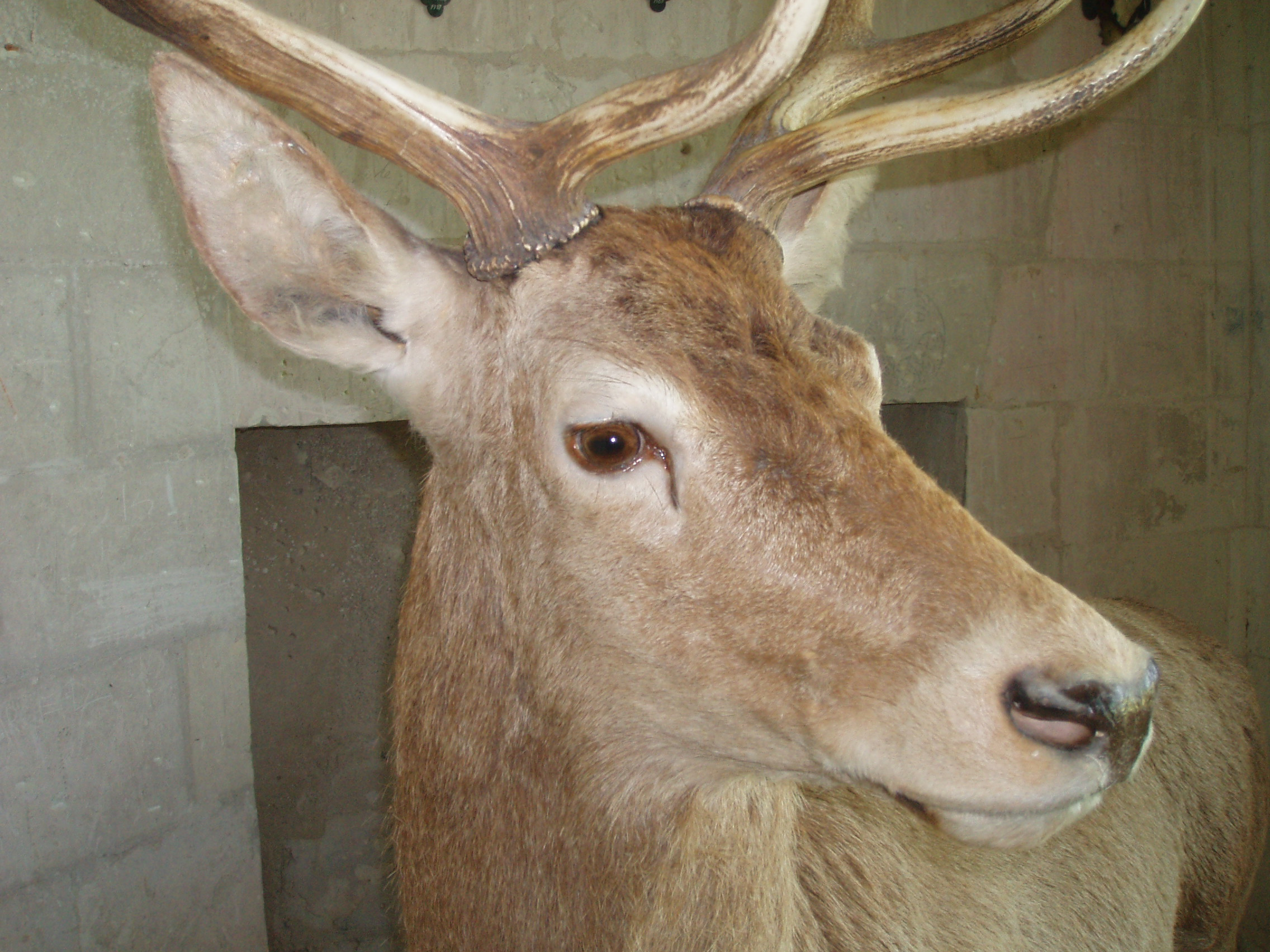
Cerb prezentat la Chateau de Chambord
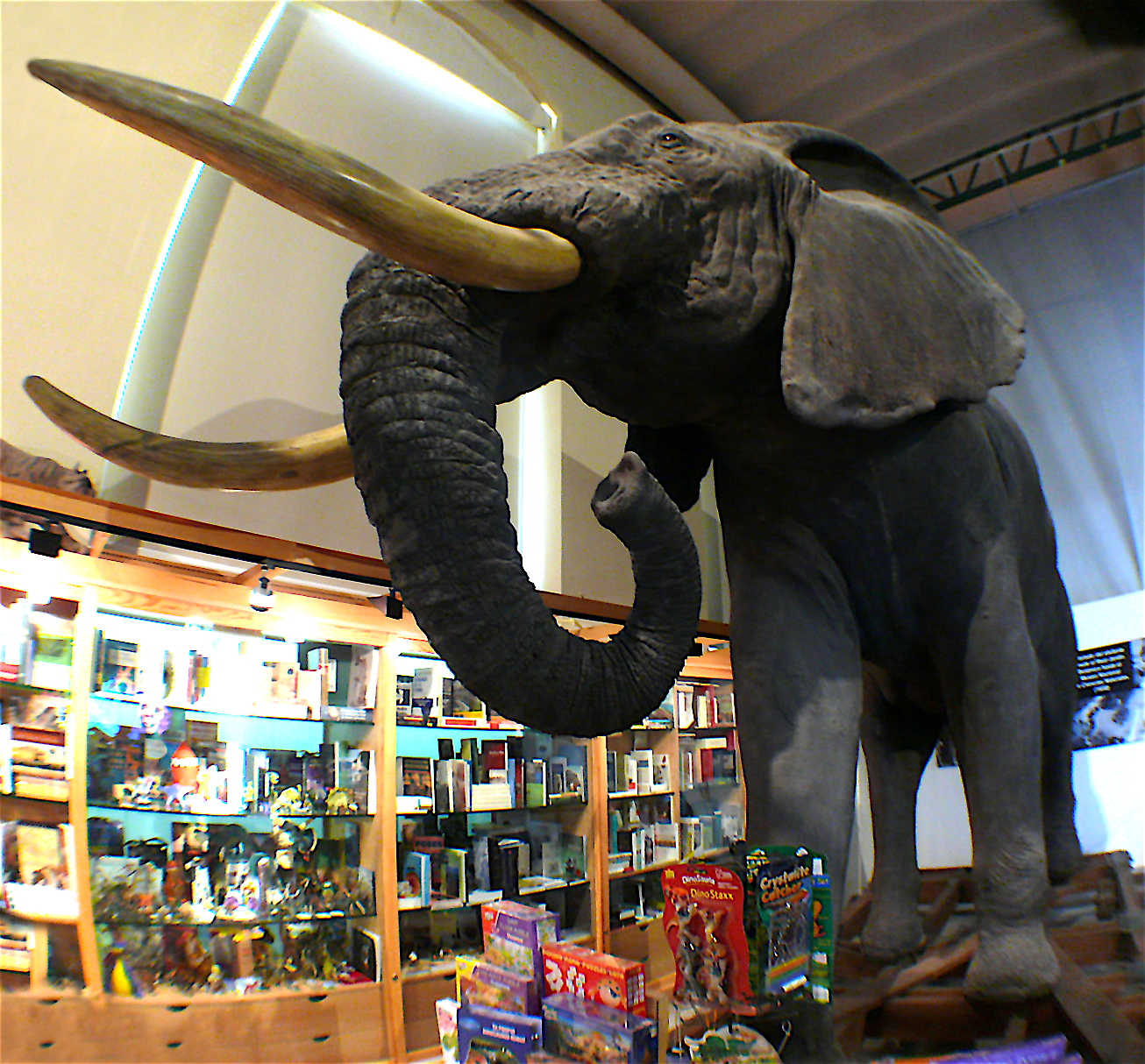
Elefant la MCNM din Madrid.
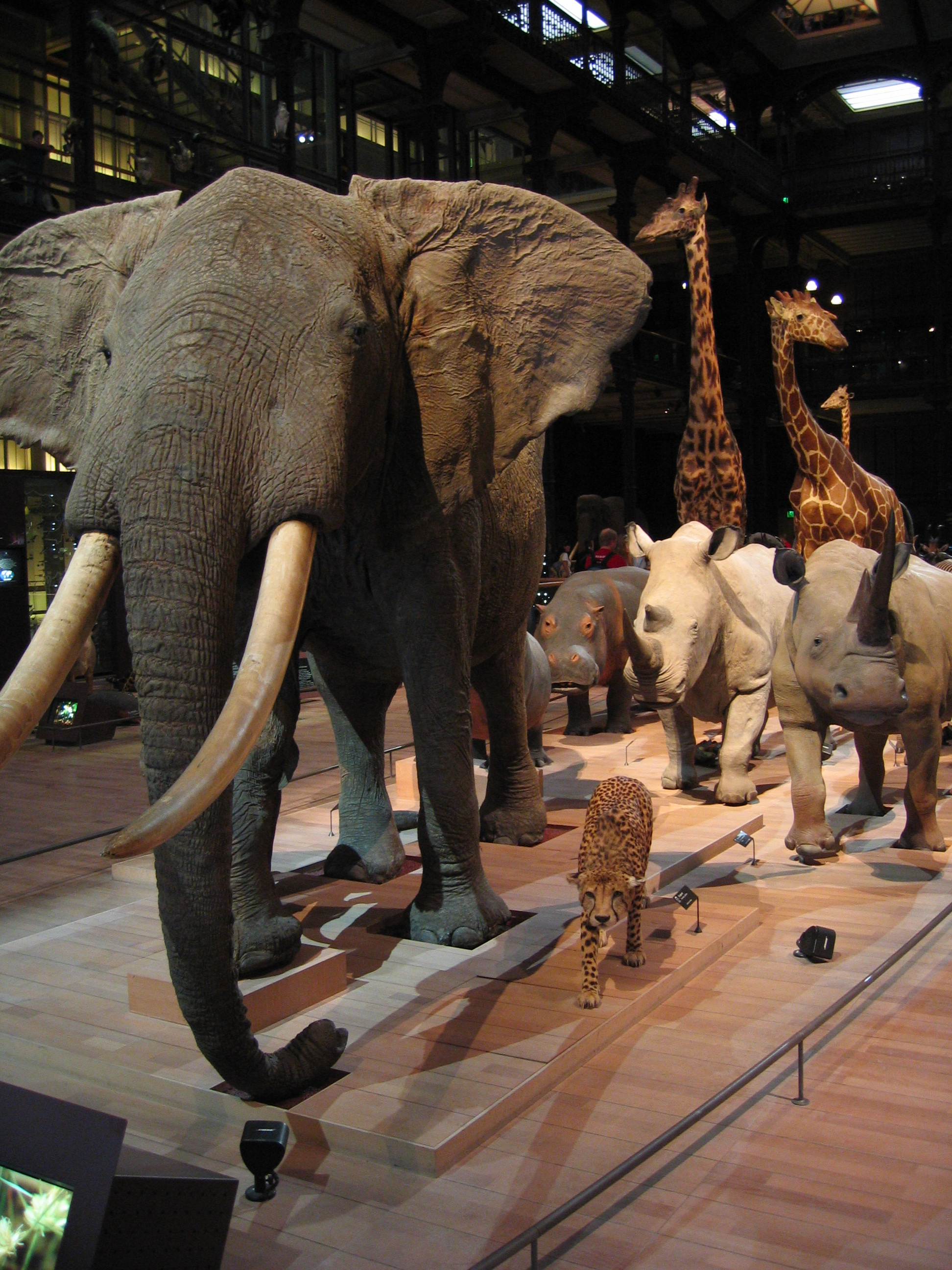
Mamifere la Muséum national d'histoire naturelle din Paris
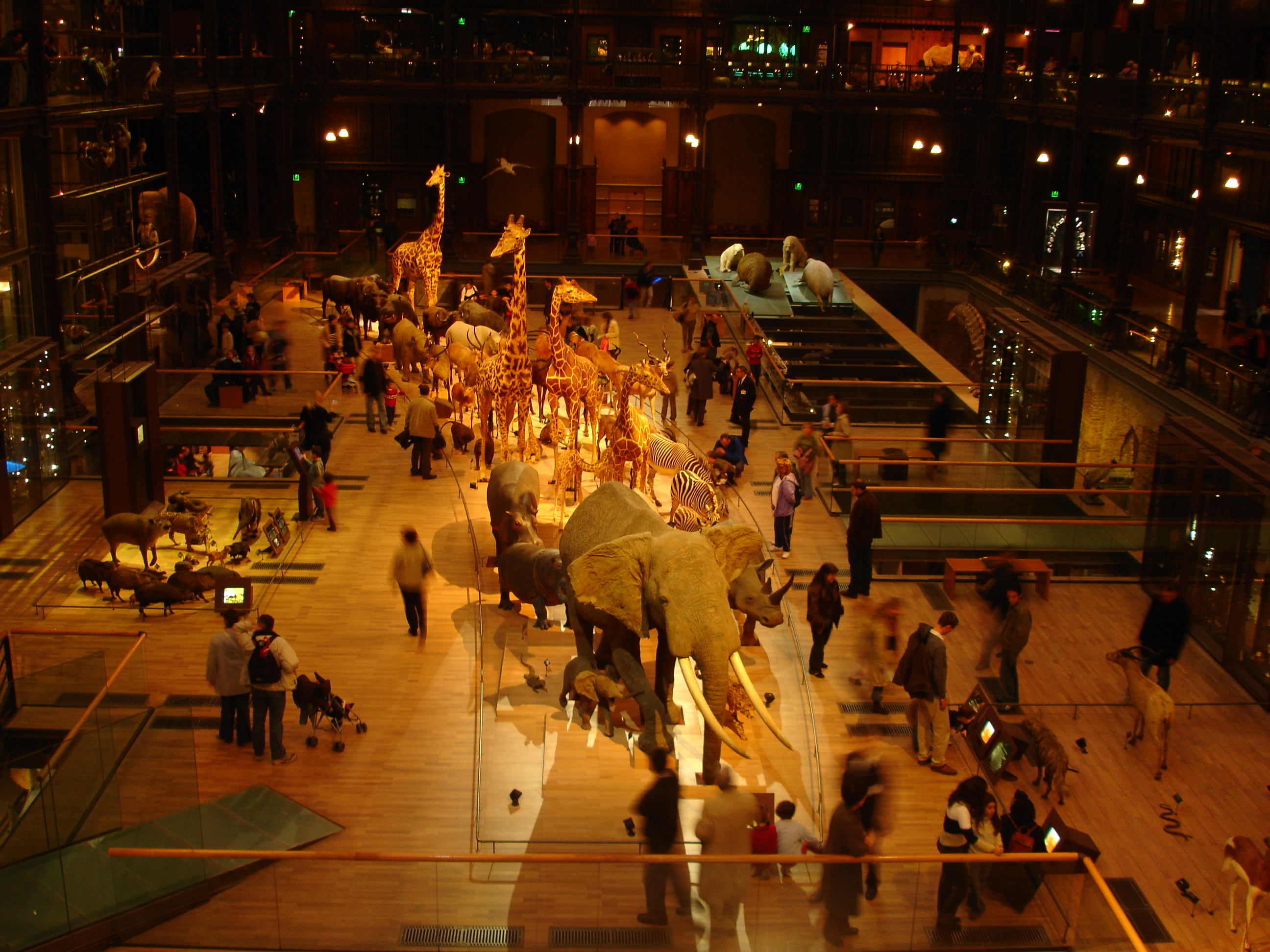
Animale prezentate la Muséum national d'histoire naturelle, Paris
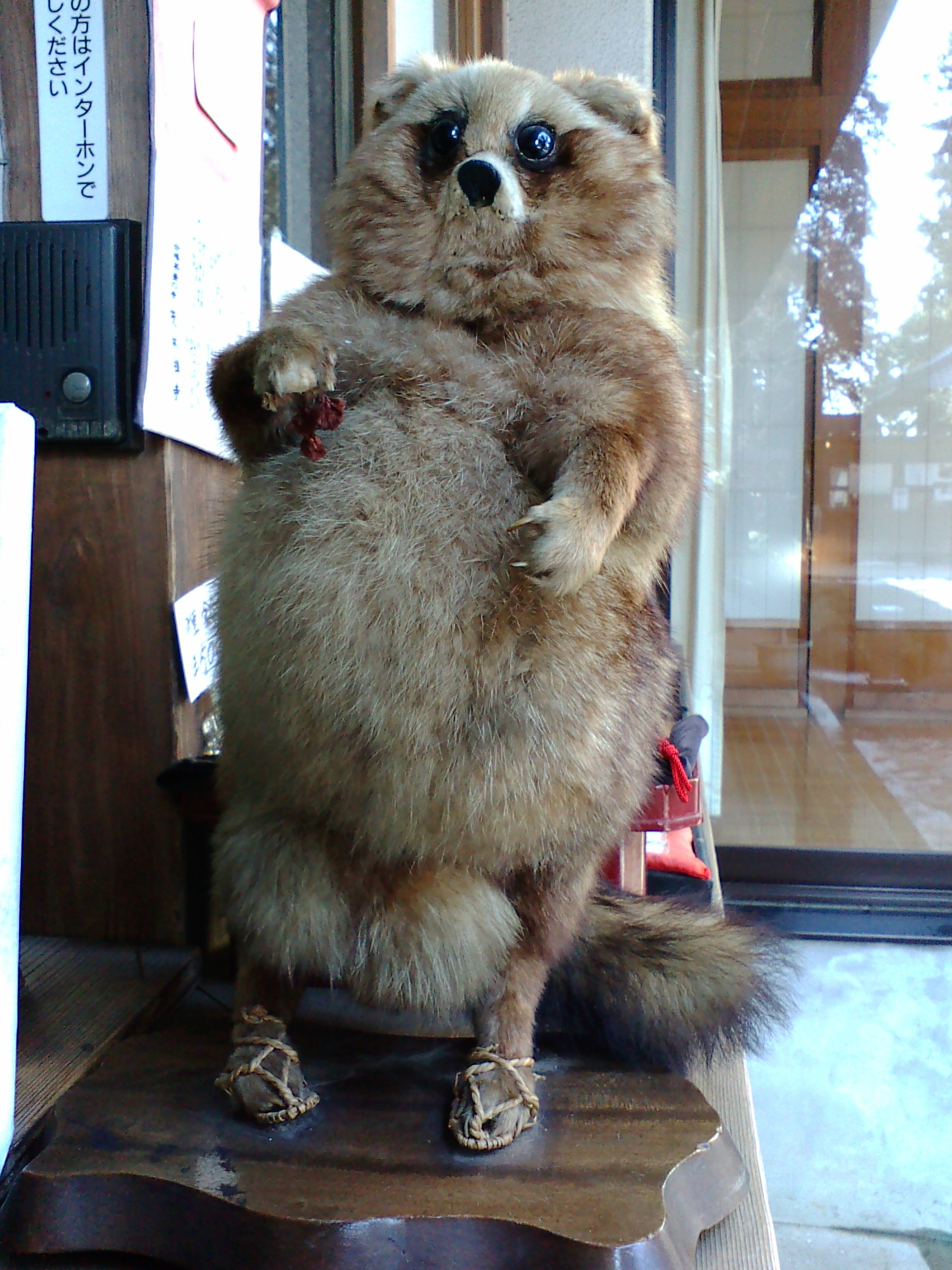
Un racoon dog japonez, încălţat în waraji şi în poziţie bipedă
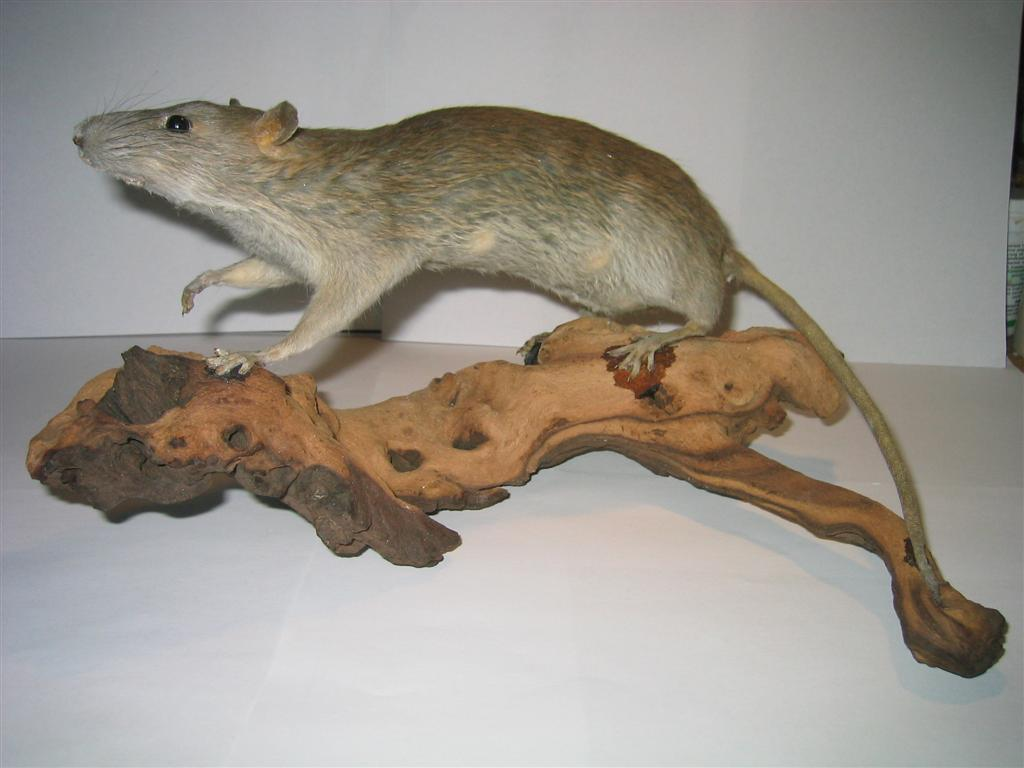
Şobolan, montan pe o bucată de lemn
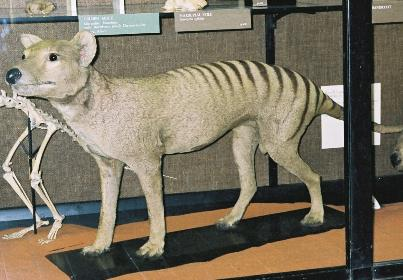
Thylacine împăiat (marsupialul numit tigru tasmanian la Walter Rothschild Zoological Museum